# Sceloporus cautus
Espèce
Statut de conservation UICN

 LC  : Préoccupation mineure
Sceloporus cautus est une espèce de sauriens de la famille des Phrynosomatidae.

## Répartition
Cette espèce est endémique du Mexique. Elle se rencontre dans les États de Zacatecas, de San Luis Potosí, du Coahuila et du Nuevo León.

## Étymologie
Le nom spécifique cautus vient du latin cautus, prudent, en référence au comportement de ce saurien.

## Publication originale
- Smith, 1938 : Remarks on the status of the subspecies of Sceloporus undulatus, with descriptions of new species and subspecies of the Undulatus group. Occasional Papers of the Museum of Zoology, University of Michigan, no 387, p. 1-17 (texte intégral).